# Hoa hậu Thế giới 1973

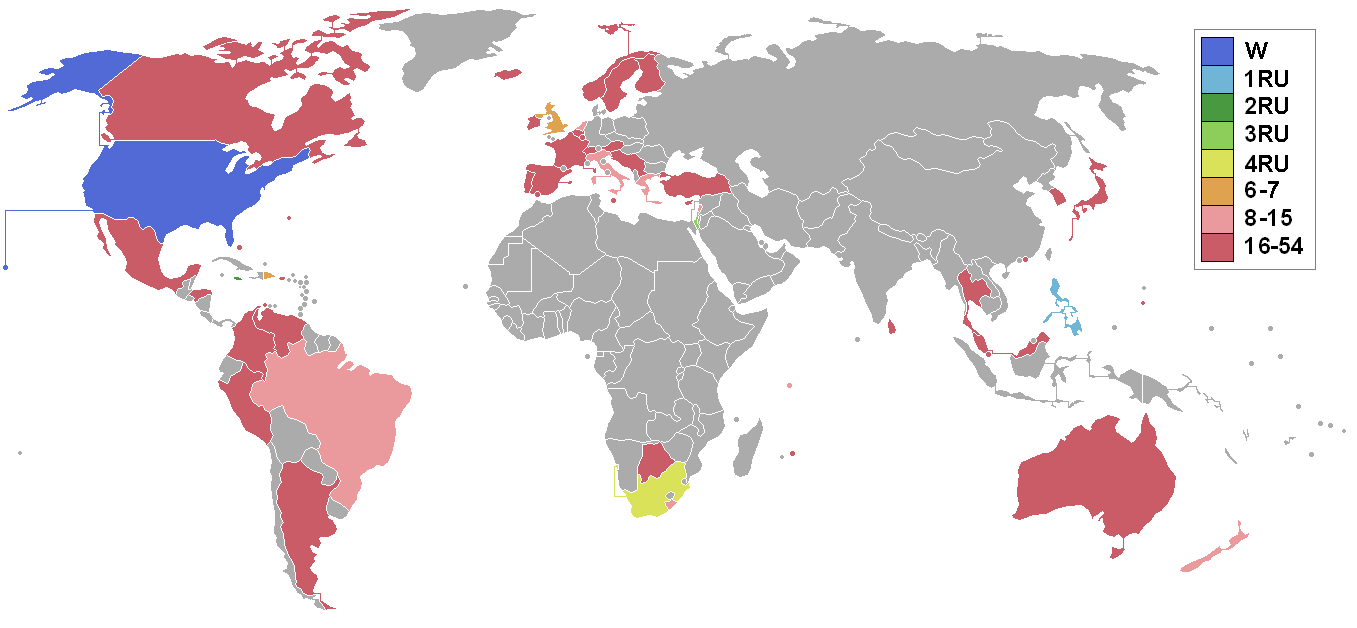
Các quốc gia và vùng lãnh thổ tham dự cuộc thi và kết quả

Hoa hậu Thế giới 1973 là cuộc thi Hoa hậu Thế giới lần thứ 23 diễn ra tại Royal Albert Hall ngày 23 tháng 11 năm 1973. 54 thí sinh dự thi nhưng chỉ có một người chiến thắng đó là Marjorie Wallace từ Hoa Kỳ.
Marjorie Wallace là Hoa hậu Thế giới đầu tiên người Mỹ. Bà cũng là người đầu tiên trong lịch sử cuộc thi không hoàn thành đủ nhiệm kỳ của mình, bà chỉ giữ ngôi 104 ngày thì bị phế truất. Ban tổ chức cuộc thi ra thông báo tuyên bố bà không hoàn thành nhiệm vụ một Hoa hậu nên bị phế ngôi. Á hậu 1, Evangline Pascual từ Philippines theo luật sẽ thay thế Marjorie thực hiện nghĩa vụ nhưng bà đã từ chối do bận công việc đóng phim. Do đó, Á hậu 2 Patsy Yuen đến từ Jamaica đã thực hiện nhiệm vụ thay Marjorie. Tuy nhiên lịch sử của cuộc thi không nhắc đến người chiến thắng là Jamaica mà vẫn cho đó là Hoa Kỳ vì Ban tổ chức cuộc thi không trao lại vương miện cho Patsy Yuen mà chỉ để bà thay thế nhiệm vụ của Hoa hậu.

## Kết quả

### Thứ hạng
| Kết quả               | Thí sinh |
| --------------------- | --- |
| Hoa hậu Thế giới 1973 | - Hoa Kỳ – Marjorie Wallace (truất ngôi) |
| Á hậu 1               | - Philippines – Evangeline Pascual |
| Á hậu 2               | - Jamaica – Patsy Yuen |
| Á hậu 3               | - Israel – Chaja Katzir |
| Á hậu 4               | - Nam Phi – Shelley Latham (Thí sinh da trắng) |
| Top 7                 | - Cộng hòa Dominica – Clariza Duarte Garrido - Vương quốc Anh – Veronica Ann Cross |
| Top 15                | - Nam Phi – Ellen Peters (Thí sinh da đen) - Brazil – Florence Gambogi Alvarenga - Hy Lạp – Katerina Papadimitriou - Hà Lan – Anna Maria Groot - Ý – Marva Bartolucci - Liban – Sylva Ohannessian - New Zealand – Pamela King - Seychelles – June Gouthier |

### Giải thưởng đặc biệt
| Giải thưởng     | Thí sinh                     |
| --------------- | ---------------------------- |
| Hoa hậu Cá tính | - Seychelles - June Gouthier |
| Hoa hậu Ảnh     | - Hà Lan - Anna Maria Groot  |

## Thí sinh
| - Nam Phi - Ellen Peters (Thí sinh da đen) - Argentina - Beatriz Callejón † - Aruba - Edwina Diaz - Úc - Virginia Radinas - Áo - Roswitha Kobald - Bahamas - Deborah Louise Isaacs - Bỉ - Christine Devisch - Bermuda - Judy Joy Richards - Botswana - Priscilla Molefe - Brazil - Florence Gambogi Alvarenga - Canada - Deborah Anne Ducharme - Colombia - Elsa María Springtube Ramírez - Síp - Demetra Heraklidou - Cộng hòa Dominica - Clariza Duarte Garrido - Phần Lan - Seija Mäkinen - Pháp - Isabelle Nadia Krumacker - Gibraltar - Josephine Rodríguez - Hy Lạp - Katerina Papadimitriou - Guam - Shirley Ann Brennan - Hà Lan - Anna Maria Groot - Honduras - Belinda Handal - Hồng Kông - Dung Chu Địch - Iceland - Nina Breidfjord - Ireland - Yvonne Costelloe - Israel - Chaja Katzir - Ý - Marva Bartolucci - Jamaica - Patricia Teresa Yuen Leung | - Nhật Bản - Keiko Matsunaga - Hàn Quốc - An Soon-young - Liban - Sylvia Ohannesian - Luxembourg - Giselle Anita Nicole Azzeri - Malaysia - Narimah Mohd Yusoff - Malta - Carmen Farrugia - Mauritius - Daisy Ombrasine - México - Roxana Villares Moreno - New Zealand - Pamela King - Na Uy - Wenche Steen - Peru - Mary Nuñez - Philippines - Evangeline Luis Pascual - Bồ Đào Nha - Maria Helene Pereira Martins - Puerto Rico - Milagros García - Seychelles - June Gouthier - Singapore - Debra Josephine de Souza - Nam Phi - Shelley Latham (Thí sinh da trắng) - Tây Ban Nha - Mariona Russell - Sri Lanka - Shiranthi Wickremesinghe - Thụy Điển - Mercy Nilsson - Thụy Sĩ - Magda Lepori - Thái Lan - Pornpit Sakornujiara - Thổ Nhĩ Kỳ - Beyhan Kiral - Vương quốc Anh - Veronica Ann Cross - Hoa Kỳ - Marjorie Wallace - Venezuela - Edicta de los Angeles Garcia Oporto - Nam Tư - Atina Golubova |

## Chú ý

### Trở lại
| - Lần cuối tham gia vào năm 1968: - Peru - Lần cuối tham gia vào năm 1970: - Colombia - Liban | - Lần cuối tham gia vào năm 1971: - Síp - Hàn Quốc - Luxembourg - Sri Lanka (với tư cách là Ceylon) |

### Bỏ cuộc
- Costa Rica
- Ecuador
- Đức
- Ấn Độ
- Liberia
- Paraguay